# Murraysburg
Murraysburg is een dorp met 5069 inwoners in totaal, in de Zuid-Afrikaanse provincie West-Kaap. Murraysburg behoort tot de gemeente Beaufort-Wes dat onderdeel van het district Sentraal-Karoo is.
Murraysburg werd in 1856 gesticht als de boerderij "Eenzaamheid" en werd een gemeente in 1883.